# Lázaro Cárdenas, Ocosingo
Lázaro Cárdenas är en ort i Mexiko.   Den ligger i kommunen Ocosingo och delstaten Chiapas, i den sydöstra delen av landet, 900 km öster om huvudstaden Mexico City. Lázaro Cárdenas ligger 126 meter över havet och antalet invånare är 133.
Terrängen runt Lázaro Cárdenas är kuperad söderut, men norrut är den platt. Lázaro Cárdenas ligger nere i en dal. Runt Lázaro Cárdenas är det glesbefolkat, med 11 invånare per kvadratkilometer. Närmaste större samhälle är Arroyo Jerusalén, 6,7 km nordväst om Lázaro Cárdenas. I omgivningarna runt Lázaro Cárdenas växer i huvudsak städsegrön lövskog.